# Aeropuerto Teniente Amín Ayub González
El Aeropuerto Internacional Teniente Ramon A. Ayub Gonzaléz (código IATA: ENO, código OACI: SGEN), está situado en el distrito de Capitán Miranda y sirve a la ciudad de Encarnación. Está situada a 16 km del centro de Encarnación. 
Es el tercer aeropuerto más importante del país, ocupando el primer  puesto el Aeropuerto Internacional Silvio Pettirossi de Asunción y segundo puesto el Aeropuerto Internacional Guaraní de Ciudad del Este, respectivamente.

## Historia
Este nuevo aeropuerto fue construido como reposición funcional en compensación por la inundación del antiguo aeropuerto "Teniente Primero Alarcón" ubicado en el barrio encarnaceno Quiteria, el cual quedó bajo agua al alcanzar el Río Paraná la cota requerida por las obras del Plan de Terminación de la Entidad Binacional Yacyreta (EBY), quien provieyó los fondos necesarios para su construcción. La misma estuvo a cargo de la empresa paraguaya EDB Construcciones. Las obras empezaron en el año 2010, y fue habilitado en el mes de enero de 2013.
El 12 de enero de 2016, el aeropuerto fue habilitado oficialmente para vuelos nocturnos por DINAC, después de que se instaló un sistema de luces de pista.

### Destino internacional
| Países    | Destinos     | Nombre del aeropuerto                           | Aerolíneas                              | Avión | Frecuencias |
| --------- | ------------ | ----------------------------------------------- | --------------------------------------- | ----- | ----------- |
| Argentina | Buenos Aires | Aeropuerto Internacional Ministro Pistarini     | Flybondi (Inicia 24 de agosto del 2025) | B738  | 3           |
| Brasil    | São Paulo    | Aeropuerto Internacional de São Paulo-Guarulhos | LATAM Paraguay (Planes de inicio)       | A20N  | 3           |